# Canthon carbonarius
Canthon carbonarius là một loài bọ cánh cứng trong họ Bọ hung (Scarabaeidae).